# Lupineplein
Het Lupineplein is een rechthoekig vermoedelijk vierkant plein in Amsterdam-Noord.
Het plein kreeg op 21 januari 1920 haar naam, net als de Lupinestraat, die vanuit het zuiden naar het plein voert. Beide zijn vernoemd naar de plant lupine. 
De buurt staat bekend als de Bloemenbuurt in de Van der Pekbuurt, en dat geeft dan direct een indicatie voor wat voor soort woninkjes hier staat. Jan Ernst van der Pek ontwierp voor de gehele wijk arbeiderswoningen, zo ook hier. Het zijn portiekwoninkjes van twee bouwlagen en daarop een zolder onder het puntdak met dakpannen. Ook de kleurstelling van de woningen wijkt niet af: bruinrood baksteen, mosterdgele accenten in houtwerk en groene deuren. Het liefst is alles ingepast in totale symmetrie. Anders dan bij andere pleinen zoals het nabijgelegen Meidoornplein werd hier op het plein zelf niet gebouwd. De woningen zullen een aantal keren gerenoveerd zijn, want ze moesten steeds aangepast worden aan modernere wensen en eisen. Alle panden zijn daarbij door de gemeente ingedeeld in orde 2 (bijna monument). De gehele Van der Pekbuurt is rijksbeschermd stadsgezicht.

## Kunst
Voor wat betreft (toegepaste) kunst werd het plein opgefleurd met een variant van de Social Sofa, alsmede twee tafels met mozaïektegels.

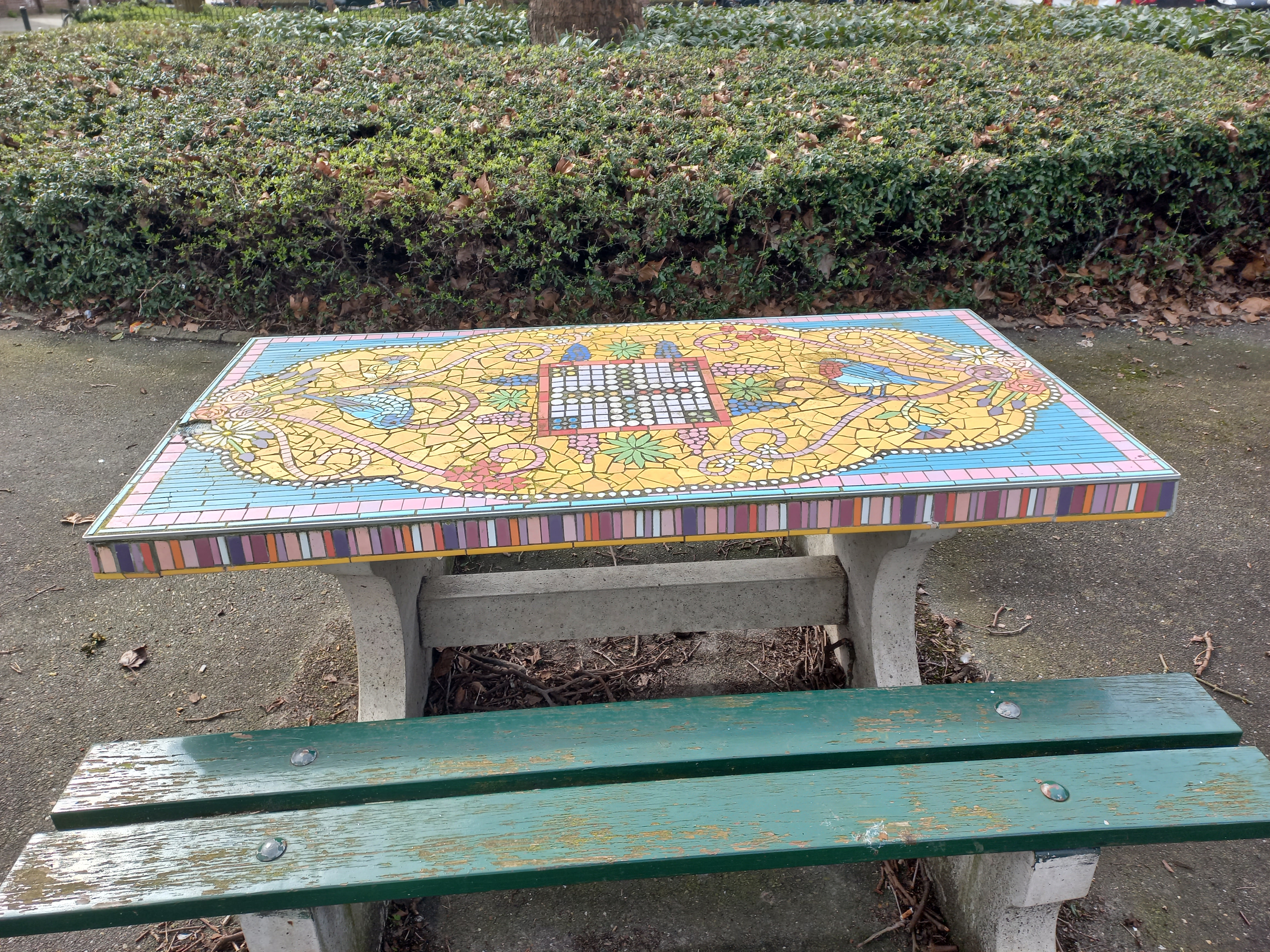
Tegeltafel (maart 2024)